# تسفي لوري
تسفي لوري هو سياسي إسرائيلي، ولد في 1906 في وودج في بولندا، وتوفي في 1968 في تل أبيب في إسرائيل. نشط حزبياً في حزب العمال الموحد.